# Холомен, Керн
Даллас Керн Холомен (англ. D. Kern Holoman; род. 1947, Роли, Северная Каролина) — американский музыковед, специалист по французской музыке XIX века.
Окончил университет Дьюка, защитил диссертацию в Принстонском университете. На протяжении нескольких десятилетий профессор Калифорнийского университета в Дэвисе, в 1980—1988 гг. возглавлял кафедру музыки, в 1995—1996 гг. был первым руководителем отделения гуманитарных наук, искусств и культурологии. В 1976 г. основал издаваемый университетом журнал «19th-Century Music». С 1979 г. дирижирует университетским оркестром.
Два наиболее важных труда Холомена — биография Гектора Берлиоза (Harvard University Press, 1989; London: Faber and Faber, 1990) и история Оркестра концертного общества Парижской консерватории (2003). Значительная часть материалов второй книги размещена Холоменом в Интернете. В рамках берлиозовских штудий он также опубликовал тематический каталог произведений Берлиоза (1987) и подготовил новое издание симфонии «Ромео и Джульетта» (1991).
Помимо этого, Холомен опубликовал сборник статей «Симфония XIX века» (англ. The Nineteenth-Century Symphony; 1997), в сотрудничестве с Sony Music подготовил масштабный мультимедийный учебный курс «Шедевры: Открытие музыки» (англ. Masterworks: A Musical Discovery; 1998, второе издание 2000). Он сотрудничает в качестве музыкального критика с рядом изданий, в том числе с The New York Review of Books.